# Стремянка и Макаронина
«Стремянка и Макаронина» (чеш. «Štaflík a Špagetka», также «Стремянка и Макаронка»), или «Собачья жизнь» — чехословацкий мультсериал, созданный в 1969—1990 годах.
Анимационный сериал снят режиссёром Вацлавом Бедржихом, сценарист Алена Мункова и художник-постановщик Зденек Сметана.
Главными героями являются две собаки — белая лохматая южнорусская овчарка Стремянка и чёрная такса Макаронина. Третий главный герой всех сказок — Ворона, которая постоянно устраивает собакам различные пакости, но те всегда успешно оборачивают ситуацию в свою пользу.
Сериал состоит из 39 частей по 8 минут и 30 секунд. Первые 13 серий были сняты в 1969—1971 годах и были чёрно-белыми, с упрощённой рисовкой: сами персонажи и предметы, с которыми они взаимодействуют, были прорисованы достаточно подробно, а фоны были условными. В 1988—1990 годах вышло продолжение сериала, уже в цвете и с более подробной прорисовкой. В 2014 году режиссёром Мартином Отевржелом снят третий сезон мультсериала.
В 2000 году анимационный сериал был выпущен в виде книги, автором которой стала Алена Мункова.

## Сюжет
В отдаленной деревушке, где-то на окраине страны, живут тихой жизнью две удивительные собачки. Одну из них звать Макаронина, другую — Стремянка. Вместе они с тех пор, как были ещё совсем маленькими щенками. Живут собаки в небольшом доме на частном участке. Было у них и хозяйство небольшое, и работа очень им подходящая и даже огород, на котором они выращивали всякие культуры для продажи.
По ночам главные герои работали в сторожевой будке, тщательно следили за порядком и за доверенной территорией. И мысли у них не было хоть немного вздремнуть во время работы. После работы они возвращались домой, отсыпались до самого обеда, занимались своими делами и ещё немного времени посвящали огороду. Но иногда сон их крепкий и такой сладкий прерывала коварная и вредная ворона, которая просто ненавидела двух собак и всячески пыталась им жизнь испортить.
Но, обычно, собаки не просыпались, и крахом летели все планы вороны против них. Ворона не хотела идти напрямую в атаку. Порой героям становилось сложно, порой их дружба испытывала тяжелые времена. Неизменно победителями выходили Стремянка да Макаронина из схватки с жизненными трудностями. Что нес им завтрашний день?

## Создатели
- Авторы сценария: Алена Мункова, Вацлав Бедржих, Иржи Мунк
- Режиссёр: Вацлав Бедржих
- Художник-постановщик: Зденек Сметана
- Операторы: Зденек Коварж, Ярослава Зимова, Зденека Хайдова, Эва Каргерова, Дана Олейникова
- Композитор: Ярослав Целба
- Звукорежиссёр: Strýček Jedlička
- Художник-мультипликатор: Зденек Сметана
- Монтажёры: Ждэнка Навратилова, Йирина Печова, Квета Маскова